# Молинью, Джон
Джо́н Молинью (англ. John Molyneux; 3 февраля 1931, Уоррингтон, Чешир — 7 марта 2018) — английский футболист, игравший на позиции правого защитника.

## Биография

### Клубная карьера
Молинью был воспитанником академии «Честер Сити», за который дебютировал в сезоне 1949/50 в Третьем северном дивизионе. В составе «Честера» он отыграл шесть сезонов, а в 1952 году проходил военную службу по системе Национальной службы.
В июне 1955 года перешёл в клуб Второго дивизиона «Ливерпуль»; сумма трансфера составила 4 500 фунтов стерлингов. За новую команду дебютировал 3 сентября 1955 года в матче Второго дивизиона против «Блэкберн Роверс»; матч закончился со счётом 3:3. В составе «красных» он играл в течение семи сезонов, став одним из ключевых игроков команды, а в 1962 году клуб пробился в Первый дивизион. Всего за «Ливерпуль» Молинью сыграл в чемпионате страны 229 матчей и забил 2 гола и августе 1962 года вернулся в «Честер», где отыграл два сезона.
В 1964 году присоединился к клубу «Нью-Брайтон», в котором отыграл три сезона и в 1967 году завершил карьеру игрока.

### Смерть
Скончался 7 марта 2018 года в возрасте 87 лет.